# تكوين الجريبات
في علم الأحياء، تكون الجريبات هي نضوج الجريب المبيض، وهي عبارة عن غلاف ضخم من الخلايا الجسدية التي تحتوي على بويضة غير ناضجة. يصف تكوُّن الجريبات تطور عدد من الجريبات البدائية الصغيرة إلى جريبات ما قبل الإباضة الكبيرة التي تحدث جزئياً خلال الدورة الشهرية.
على عكس تكوين المنوية الذكورية، والتي يمكن أن تستمر إلى أجل غير مسمى، ينتهي تكوين الجريبات عندما تكون الجريبات المتبقية في المبيض غير قادرة على الاستجابة للإشارات الهرمونية التي جندت سابقا بعض البصيلات حتى تنضج. هذا النضوب في العرض الجريبي يشير إلى بداية انقطاع الطمث.

## نظرة عامة
الدور الرئيسي للجريب هو دعم البويضة. منذ الولادة يحتوي المبيض على عدد من الجريبات البدائية غير الناضجة. تحتوي كل هذه البصيلات على بويضة أولية غير ناضجة على نحو مشابه. في براعم البلوغ تبدأ البصيلات تكوين الجريبات، ودخول نمط النمو الذي ينتهي في الموت (موت الخلايا المبرمج) أو في الإباضة (العملية التي تترك البويضة فيها البصيلات).
خلال التطور الجريبي، تخضع الجريبات البدائية لسلسلة من التغييرات الحرجة في الشخصية، سواءً من الناحية التشريحية أو الهرمونية. في البداية تتحول الجريبات البدائية إلى بصيلات ابتدائية وبعد ذلك إلى بصيلات ثانوية. ثم تنتقل الحويصلات إلى الجريبات الثلاثية (بعد الثانوية) أو الغارية. في هذه المرحلة من التطور، يصبح تكوين الجريبات معتمدة على الهرمونات، وخاصة FSH التي تسبب زيادة كبيرة في معدل نموها. تتمزق البصلة الثلاثية الاخيرة أو بصلة ما قبل التبويض وتفرز البويضة (التي أصبحت بويضة ثانوية)، وتنتهي بتكوُّر الجُرَيب.